# Бейлс, Роберт
Роберт Бейлс (англ. Robert Bales, род. 30 июня 1973, Норвуд, Огайо, США) — бывший штаб-сержант армии США, 11 марта 2012 года, расстрелявший 16 гражданских лиц в округе Панджваи афганской провинции Кандагар. Все погибшие были гражданами Афганистана. В прессе инцидент стал известен как Бойня в Кандагаре.
Бейлс предстал перед американским военным судом. Чтобы избежать смертной казни, он признал свою вину в 16 эпизодах убийства и в 6 эпизодах нападения и покушения на убийство в порядке сделки со следствием. 23 августа 2013 года Бейлс был приговорён к пожизненному заключению без права освобождения, разжалован до рядового-рекрута и с позором изгнан из состава американской армии.

## Биография

### Ранняя жизнь
Роберт Бейлс родился в городе Норвуд, штат Огайо, США. Он был самым младшим из пяти братьев в семье. В 1991 году окончил старшую школу Норвуд и поступил в Колледж Маунт Сент-Джозеф, где отучился два года. В 1993 году Роберт перевёлся в Университет штата Огайо на экономический факультет. В 1996 году Бейлс закончил обучение и получил диплом экономиста.
После колледжа устроился на работу в финансовую компанию в городе Колумбус, штат Огайо. Директором фирмы был Майкл Паттерсон, которого вскоре арестовали и обвинили в финансовых махинациях с пенсионным фондом штата на сумму более 1,5 млн долларов. В данных махинациях также был частично замешан и Бейлс, но полиция так и не арестовала его, так как тот скрылся из города в сентябре 2000 года. Дело было закрыто за недостатком улик в ноябре того же года.

### Вступление в ряды вооружённых сил США
Роберт Бейлс записался добровольцем в ВС США в ноябре 2001 года. По словам родственников, он решил, что это его священный долг после терактов 11 сентября.
Его причислили к 2-й пехотной дивизии США. С декабря 2001 по март 2003 года он проходил подготовку, а затем служил в штабе дивизии на военной базе Форт-Льюис в штате Вашингтон. С 20 марта 2003 по февраль 2004 принимал участие в Иракской войне. Затем был возвращен назад в США. После этого его вновь два раза отправляли в командировки в Ирак, в 2006—2007 и 2009—2010 годах. 28—29 января 2007 года он принял участие в операции против более 1 000 иракских исламистов в городе Зарга на юго-западе Ирака, в которой получил огнестрельное ранение в колено. Всего в том бою американцы потеряли двоих солдат убитыми и 25 ранеными, также был сбит один их беспилотник. Иракские силы безопасности потеряли 14 человек убитыми и 80 ранеными. В результате операции были убиты более 300 исламистов, в том числе и их командир 37-летний Абдула-Захра Кодим, Арестованы более 400 участников вооружённого формирования. После командировки 2010 года Роберт Бейлс был контужен после того, как у его армейского джипа сработало самодельное взрывное устройство.
1 апреля 2008 года Роберт Бейлс получил звание старшего сержанта за «примерное несение воинской службы». После 2010 он два года провел в США. После чего, был направлен в командировку на военную базу США «Camp Belambai» в Кандагаре, Афганистан, в расположение которой прибыл 1 февраля 2012 года. Там он был назначен начальником отряда обеспечивавшего порядок и безопасность внутреннего периметра военной базы.

### Проблемы с законом во время службы в ВС США
В 2002 году Роберт Бейлс был арестован полицией за то, что в пьяном угаре подрался из-за мелочи с охранником казино, располагавшегося недалеко от военной базы Форт-Льюис. По приговору суда Бейлс выплатил 200 долларов штрафа и около месяца посещал занятия по управлению гневом.
В ноябре 2008 года он также был арестован полицией за пьяную драку в баре, но никаких взысканий не понес, так как второй участник драки отказался от претензий к Роберту.

## 11 марта 2012
11 марта 2012 года, в 1:30 по местному времени, Роберт Бейлс находящийся в алкогольном опьянении средней степени, одетый в униформу пехотинца США с бронежилетом и очками ночного видения и вооружённый штурмовой винтовкой M4 калибра 5,56, оснащённой подствольным гранатометом M203, и 9 мм полуавтоматическим пистолетом Beretta M9, покинул военную базу Camp Belambai. Он направился в ближайшее селение Алкозай, в 2 километрах северней военной базы. Там он начал вламываться в дома спящих афганцев и вести беспорядочный огонь по ним, а также стрелять из гранатомета. Часовые с вышек видели вспышки света и звуки выстрелов со стороны селения Алкозай, но ничего не предприняли. После того, как в этой деревне Бейлс застрелил четырёх человек, и ранил ещё шесть в Алкозай, он спокойно вернулся к себе на базу около 2:00 ночи и продолжил пить.
Через полчаса, в 2:30 по местному времени, Бейлс все в таком же виде, но более пьяный вновь покинул территорию военной базы и направился в селение Наджибан, до которого дошёл в 3:00. Там Бейлсу первым на глаза попался дом 55-летнего фермера, Мохаммада Дауда. Убийца начал стучать в дверь, когда же хозяин открыл её, Бейлс мгновенно убил его выстрелом из M4 в голову. После чего он зашёл в дом и, увидев испуганную жену Дауда и его шестерых детей, несколько раз выстрелил из автомата над их головами, после чего ушёл. Преступник направился в соседний дом, в котором жили фермер Абдул Самад, его жена, сестра, и двоюродная сестра, а также 8 детей. Хозяина не было дома. Бейлс вломился внутрь жилища, после чего стал прицельно стрелять по людям, находившимся внутри. Убив всех кроме 12-летнего сына Самада, он выволок мальчика во двор, приказал стать на колени, после чего убил выстрелом из пистолета в рот. После чего Бейлс поджег их дом и вернулся на базу. По прибытии он тут же был обезоружен и арестован.

## Расследование
16 марта 2012 года Бейлс был доставлен под конвоем через Кувейт и Саудовскую Аравию в специальное исправительное учреждение в штате Канзас для военных США, совершивших тяжкие и особо тяжкие преступления. В октябре 2012 переведён в специальную тюрьму при военной базе Форт-Льюис в штате Вашингтон, где числился сержантом.
23 марта 2012 года ему предъявлены обвинения в шестнадцати умышленных убийствах, совершённых при отягощающих обстоятельствах, шести случаях покушения на убийство, и девятнадцати случаях нападения с использованием огнестрельного оружия. Так же он был обвинён в поджоге, пьянстве на рабочем месте и самовольном оставлении места расположения части во время несения боевого поста.

## Суд
29 мая 2013 года суд признал Роберта Бейлса вменяемым, основываясь на заключении психиатров, обследовавших преступника с 5 по 13 ноября 2012 года.
5 июня 2013 Роберт Бейлс пошёл на сделку с обвинением и признал себя виновным во всех инкриминируемых ему преступлениях, также он попросил прощения у собравшихся в зале суда. Прокурор в свою очередь потребовал вместо смертной казни для Бейлса пожизненное заключение без права на досрочное освобождение.
23 августа 2013 года суд приговорил 40-летнего Роберта Бейлса к пожизненному заключению без права на досрочное освобождение. Присутствующие в зале суда родственники некоторых жертв были недовольны решением и заявили, что Бейлс заслуживает смертной казни за свои преступления. Преступник пытался обжаловать решение суда подав апелляцию, которая однако была оставлена без удовлетворения 28 сентября 2017 года.
С 26 августа 2013 года Бейлс отбывает наказание в тюрьме строгого режима United States Disciplinary Barracks в штате Канзас, США. 4 декабря 2020 года Роберт Бейлс написал прошение о помиловании на имя президента США Дональда Трампа, однако тот в последний день своего президентства отказал в его удовлетворении.